# Richard Hole
Richard Hole (1746, Exeter – 28 mai 1803, Exmouth) est un poète, antiquaire et prêtre anglican anglais.

## Biographie
Richard est le fils de William Hole, archidiacre de Barnstaple (en) et chanoine de la cathédrale d'Exeter, décédé en 1791. Né à Exeter en 1746, il fait ses études au lycée de la ville (en), où il est réputé pour son humour pince-sans-rire et ses talents d'acteur. Le 23 mars 1764, il s'inscrit à l'Exeter College d'Oxford et obtient son diplôme de Bachelor of Civil Law le 3 mai 1771. Durant ses études universitaires, il écrit des pièces humoristiques et envisage de s'engager dans l'armée ; mais après avoir obtenu son diplôme, il est ordonné dans l'Église d'Angleterre, où l'influence de son père lui assure une promotion[réf. nécessaire].
Hole est quelque temps vicaire (en) de Sowton, près d'Exeter, et conserve cette charge après sa nomination, en 1777, au presbytère voisin de Buckerell, qui est dépourvu de presbytère. En 1792, il est promu par l'évêque d'Exeter recteur de Faringdon, dans le même district, et obtient une dispense lui permettant de conserver, avec le presbytère, le bénéfice de Buckerell. Il devient ensuite recteur d'Inwardleigh, près d'Okehampton, dont il jouit avec Faringdon jusqu'à sa mort[réf. nécessaire].
Après une douloureuse maladie, Hole meurt à Exmouth le 28 mai 1803. En 1776, il épouse Matilda Katencamp, fille d'un marchand d'Exeter, qui lui survécut[réf. nécessaire].

## Œuvre
Hole s'est intéressé à la littérature dès sa jeunesse. Peu après la parution du recueil de James Macpherson sur le poème épique de Fingal, sous le pseudonyme d'Ossian, il commence à le mettre en vers, et sa (Poetical Translation of Fingal, soit en français, Traduction poétique de Fingal) est publiée en 1772, accompagnée d'une Ode à l'imagination, qui suscite un vif intérêt.
À la demande de Samuel Badcock (en), Hole traduit le deuxième Hymne homérique en vers anglais, et la traduction est publiée à Exeter en 1781 sous le titre Homer's Hymn to Ceres . Elle fut ensuite réimprimée dans la Collection des poètes d'Anderson ; l'édition de Whittingham des Poètes britanniques ; les Œuvres des poètes grecs et romains traduites ; l'édition de Wakefield de l'Odyssée d'Alexander Pope ; et dans les Minor Poems of Homer. Une expression de la traduction de Hole est vivement critiquée par un correspondant du Gentleman's Magazine, et dans le même périodique figure une lettre de lui expliquant les circonstances de sa publication et la nature de l'aide qu'il avait reçue pour la traduction.
En 1789, Hole publie le roman poétique (Arthur, or the Northern Enchantment. In seven books, soit, en français, Arthur, ou l'Enchantement du Nord. En sept livres), ce poème fluide, qualifié par la critique de « l'école de l'Arioste », témoigne d'une grande connaissance de la mythologie scandinave. Hole est l'un des premiers membres de la Société littéraire d'Exeter, à laquelle il adresse Remarks on the Arabian Nights' Entertainments; in which the Origin of Sindbad's Voyages and other Oriental Fictions is particularly considered (soit, en français, Remarques sur les Divertissements des Mille et Une Nuits, dans lesquelles l'Origine des Voyages de Sindbad et d'autres Fictions Orientales est particulièrement étudiée). Ces remarques furent publiées sous une forme plus complète en 1797. L'enquête fut lancée dans un climat de scepticisme, mais il finit par être convaincu que ces récits avaient une base de vérité.
Dans les volumes de Poems chiefly by Gentlemen of Devonshire and Cornwall, édités par le révérend Richard Polwhele en 1792, figurent de nombreux poèmes de Hole, dont deux de ses odes. Ses contributions, numérotées 2, 11, 18 et 26, dans les Essays by a Society of Gentlemen at Exeter, 1796, incluent des justifications ironiques des personnages shakespeariens d'Iago et de Shylock. Une critique parue dans The European Magazine, attribuée à tort à Polwhele, a donné lieu à de nombreuses communications incendiaires, dont certaines figurent dans le Gentleman's Magazine, ainsi qu'à une lettre virulente de Hole au prétendu critique.
L'œuvre qu'il laisse à sa mort révélait une lecture absconse, et contenait notamment une partie d'une traduction en dialecte d'Exmoor de la première églogue de Virgile. Une partie de The Exmoor Courtship... with Notes Critical, Historical, Philosophical, and Classical est insérée dans le Blackwood's Magazine ; elle est complétée par une paraphrase en vers anglais modernes. Dans un volume ultérieur il est précisé que la paraphrase est de Hole, et un récit de lui, extrait d'un mémoire inédit de Bartholomew Parr, est ensuite donné. Ce mémoire est intitulé : « A slight Sketch of the Life of the late Rev. Richard Hole, LL. B., read to the Society at the Hotel on their Anniversary, August 4, 1803. Printed at their costs.

## Sources
- Coleridge, Henry Nelson (éd.). Les petits poèmes d'Homère. New York : A. Denham & Co., 1872.
- Courtney, William Prideaux (1891). "Hole, Richard". In Lee, Sidney (ed.). Dictionary of National Biography. Vol. 27. London: Smith, Elder & Co. pp. 127–128. Cet article incorpore du texte provenant de cette source, qui est dans le domaine public.
- Polwhele, Richard (éd.). Poèmes, principalement écrits par des gentilshommes du Devonshire et de Cornouailles . 1. Bath : R. Cruttwell, 1792.
- ———. Traditions et souvenirs . 1 . 2 . Londres : John Nichols & Son, 1826.
- Magazine d'Édimbourg de Blackwood. 4 . 5 . Édimbourg : W. Blackwood, 1818, 1819.
- Le magazine européen . 62 . Londres : Philological Society of London, 1796.
- Le magazine du gentleman. 52 . 58 . 2 . 62 . 2 . Londres : F. Jeffries, 1782, 1788, 1792.